# Angela Creager
Angela N. H. Creager (née en 1963) est une biochimiste et historienne des sciences américaine, professeure titulaire de la chaire Siebel d'histoire des sciences à l'université de Princeton. Elle se concentre sur l'histoire de la recherche biomédicale au XXe siècle.

## Formation
Angela Creager a obtenu une double spécialisation en biochimie et en anglais à l'université Rice en 1985. Elle a obtenu son doctorat en biochimie de l'université de Californie à Berkeley en 1991. Elle a ensuite effectué des travaux postdoctoraux à l'université Harvard et au Massachusetts Institute of Technology (MIT) où elle s'est concentrée sur l'histoire des sciences. 

## Carrière
Creager a rejoint le département d'histoire de l'université de Princeton en 1994. Elle a été directrice des études supérieures pour le programme d'histoire des sciences de 2000 à 2010. Elle est également impliquée dans le programme d'étude des études sur le genre et la sexualité à Princeton,.
Elle est professeure Thomas M. Siebel d'histoire des sciences à l'université de Princeton, où elle est également directrice du Shelby Collum Davis Center for Historical Studies. Avant la création de la chaire Siebel en 2015, elle était professeure d'histoire Philip et Beulah Rollins.
Elle est devenue membre de l'Association américaine pour l'avancement des sciences (AAAS) en 2008,. Creager a été présidente de la History of Science Society (HSS) de 2014 à 2015. En 2020, elle a été élue à la Société américaine de philosophie. 

## Travaux
Creager est l'auteure de The Life of a Virus: Tobacco Mosaic Virus as an Experimental Model, 1930-1965 (University of Chicago Press, 2002), sur le virus de la mosaïque du tabac,,. En tant que domaine de la biologie moléculaire développé, le virus de la mosaïque du tabac (TMV) est devenu un modèle expérimental paradigmatique pour l'étude des virus et le développement de nouvelles techniques scientifiques. L'analyse historique de Creager explore le TMV en tant que système modèle dans les cultures sociales et politiques de la recherche biomédicale du milieu du XXe siècle. Il a été décrit comme « un livre de premier ordre par ... un scientifique qui a parfaitement assimilé les outils de l'historien ». 
Creager a également écrit Atomic Life: A History of Radioisotopes in Science and Medicine (University of Chicago Press, 2013) sur l'utilisation des radio-isotopes en science et en médecine,. Elle analyse la manière dont les connaissances et la technologie du projet Manhattan ont été utilisées dans les domaines de la médecine et de la biologie. Le réacteur X-10 à Oak Ridge a été utilisé pour produire des radio-isotopes tels que le Cobalt 60, le phosphore 32, le soufre 35 et le carbone 14. En tant qu'atomes pour la paix, leur utilisation en médecine et en biologie a été promue par la Commission de l'énergie atomique. Des techniques de dosage radio-immunologique sensibles ont été développées à des fins diagnostiques et médicales. Les radioisotopes naturels ont été utilisés comme traceurs pour suivre les atomes et éclairer les processus biologiques dans les créatures vivantes et les écosystèmes. Ils ont été utilisés pour traiter le cancer, étudier l'ADN et comprendre la photosynthèse, entre autres percées. 
Creager a édité Feminism in Twentieth-Century Science, Technology, and Medicine (University of Chicago Press, 2002), avec Elizabeth Lunbeck et Londa Schiebinger,, The Animal / Human Boundary: Historical Perspectives (University of Rochester Press, 2002) avec William Chester Jordan,, et Science without Laws: Model Systems, Cases, Exemplary Narratives (Duke University Press, 2007), avec Elizabeth Lunbeck et M. Norton Wise. 
En 2015 Creager mène ses recherches sur le développement de techniques pour la détection des carcinogènes environnementaux et leur régulation entre 1960 et 1990.
Elle se concentre sur l'histoire de la recherche biomédicale au XXe siècle.

## Récompenses
- 2009 : Prix Price / Webster pour l'article: Angela NH Creager et Gregory Morgan, «After the Double Helix: Rosalind Franklin’s Research on Tobacco Mosaic Virus», Isis, 2008, 99: 239–72[17],[18].
- 1998 : prix du président pour l'enseignement distingué, université de Princeton [4].